# Liqueur de tirage
De liqueur de tirage is een mengsel van suiker en in wijn opgeloste gistcellen waarmee de stille (niet-mousserende) geassembleerde champagne, vaak een mengsel van meerdere jaargangen en soms wel veertig wijngaarden, wordt aangevuld wanneer de champagne wordt gebotteld. Volgens de Franse wet mag dat vanaf 1 januari in het jaar na de oogst. De grote champagnehuizen wachten meestal tot eind maart, begin april.
De stille, dus niet sprankelende, champagne heeft in het vat al een of twee gistingen, de alcoholische gisting en misschien de malolactische gisting ondergaan wanneer de tijd is gekomen om te bottelen. De toevoeging van de liqueur de tirage is de eerste stap van de méthode traditionnelle.
In de kelder wordt aan iedere fles een mengsel van in wijn opgeloste gist en suiker, vaak rietsuiker, eventueel met wat citroenzuur toegevoegd. De verhouding wijn staat tot suiker is ongeveer 2 op 1. De hoeveelheid liqueur de tirage die aan een fles wordt toegevoegd bedraagt ongeveer 24 à 26 gr/l. Door de bijmenging van suiker en gist ontstaat een tweede gisting op de fles, de prise de mousse. Deze gisting voegt behalve 1,2 tot 1,3 procent alcohol ook het koolzuur toe dat de champagne kenmerkt.
Vroeger was het onmogelijk om precies te berekenen hoeveel extra suiker men nog aan de stille champagne kon toevoegen zonder de fles, waarin een druk van tussen de 5 en 6 atmosfeer wordt opgebouwd, te laten exploderen. In een berucht geworden "année de la grande casse" (1828) ontplofte 80% van de in de kelders gelagerde flessen. In jaren dat te weinig suiker was toegevoegd was de champagne niet goed van smaak, terwijl de "mousse", de kenmerkende belletjes, onvoldoende aanwezig was. De apotheker André François in Châlons-sur-Marne vond in 1837 de sucre-oenomètre uit waarmee de keldermeesters konden berekenen hoeveel restsuiker de stille wijn nog bezat.
Het champagnehuis Moët & Chandon heeft de klassieke liqueur de tirage vervangen door de "dosage des billes", vierhonderd gistbolletjes ter grootte van hagelkorrels die uit samengeperste algen, suiker en gist bestaan, worden aan de fles toegevoegd. Zo ontstaat geen bezinksel en in theorie kan dan ook de bewerkelijke remuage vervallen, het langzaam handmatig draaien van de op houten rekken liggende flessen.